# سیارک ۱۲۹۱۰۱
سیارک ۱۲۹۱۰۱ (به انگلیسی: 129101 Geoffcollyer، نامگذاری:2004XF6) صد و بیست و نه هزار و صد و یکمین سیارک کشف شده‌است که در ۹ دسامبر ۲۰۰۴ کشف شد.